# Saint-Léger-lès-Authie
 Saint-Léger-lès-Authie (picardisch: Saint-Njèr-lès-Eutie) ist eine nordfranzösische Gemeinde mit 73 Einwohnern (Stand 1. Januar 2022) im Département Somme in der Region Hauts-de-France. Die Gemeinde gehört zum Kanton Albert und ist Teil der Communauté de communes du Pays du Coquelicot.

## Geographie
Die Gemeinde an der Grenze zum historischen Artois liegt im Tal der Authie an der Départementsstraße D152 zwischen Authie (Somme) im Westen und Couin im Département Pas-de-Calais im Osten rund acht Kilometer nördlich von Acheux-en-Amiénois.

## Einwohner
| 1962 | 1968 | 1975 | 1982 | 1990 | 1999 | 2006 | 2010 |
| ---- | ---- | ---- | ---- | ---- | ---- | ---- | ---- |
| 113  | 102  | 88   | 82   | 92   | 98   | 90   | 90   |

## Verwaltung
Bürgermeister (maire) ist seit 2001 Jean-Marie Guenez.